# تشارلز غافين
تشارلز غافين (بالبرتغالية: Charles Gavin‏) هو ملحن ومنتج أسطوانات وكاتب أغاني برازيلي، ولد في 9 يوليو 1960 في ساو باولو في البرازيل.

## وصلات خارجية
- تشارلز غافين على موقع IMDb (الإنجليزية)
- تشارلز غافين على موقع ميوزك برينز (الإنجليزية)
- تشارلز غافين على موقع ديسكوغز (الإنجليزية)
- تشارلز غافين على موقع قاعدة بيانات الفيلم (الإنجليزية)